# Four Seasons Centre

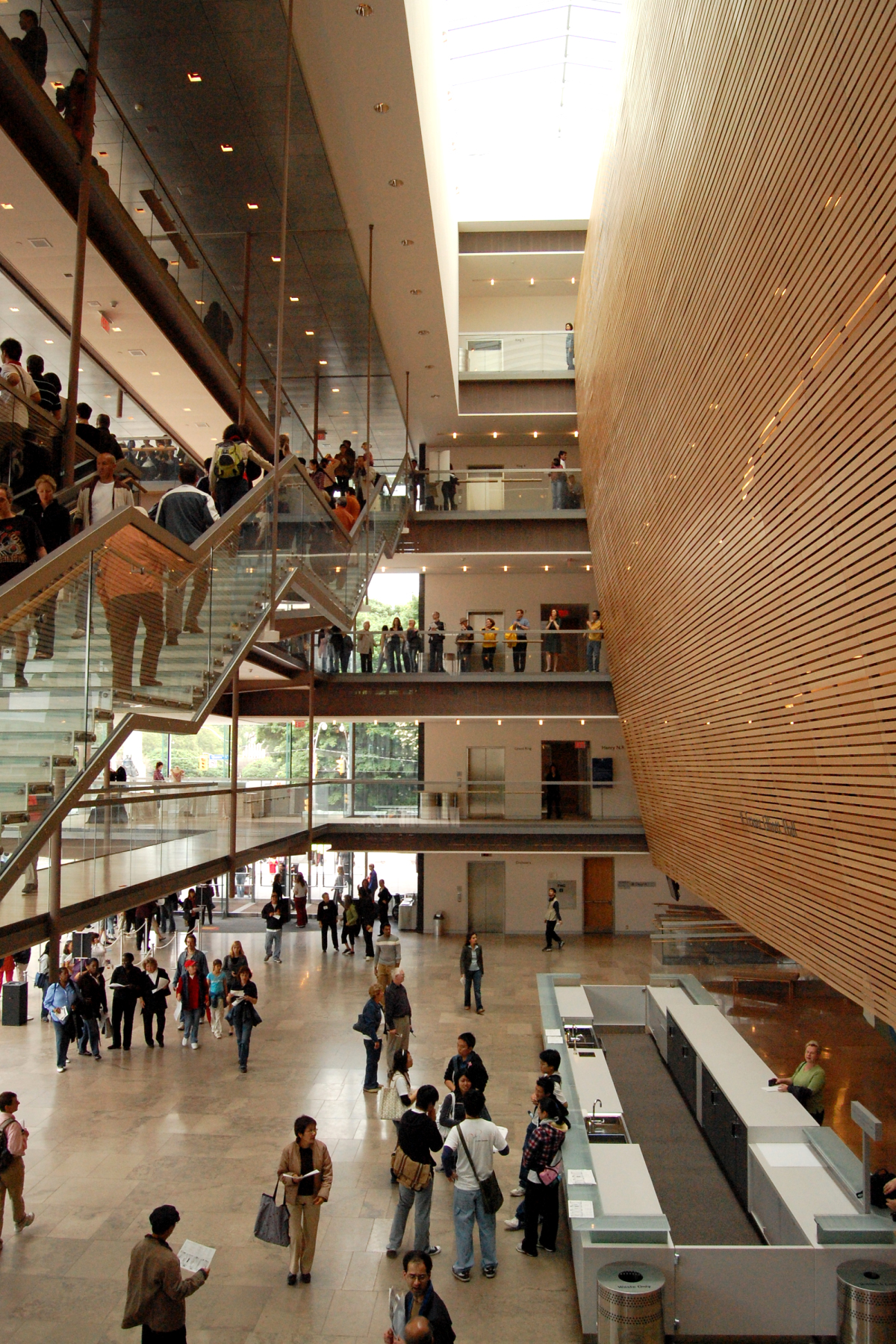
Sala R. Fraser Elliott.

Four Season Center of the Perfoming Arts es el nuevo centro de artes escénicas de Toronto, Canadá, sede de la Canadian Opera Company, la compañía de ópera más importante del país.
Levantado en el centro de Toronto, ocupa un área de 35,716 m² y fue inaugurado en 2006 con capacidad para 2.000 espectadores; la sala tiene la clásica forma de herradura con cuatro niveles de palcos. Situado en el cruce de University Avenue y Queen Street West, el terreno en el que se encuentra fue un regalo del Gobierno de Ontario, era el antiguo emplazamiento de las oficinas de la Corte Suprema de Ontario. 
El lugar es el nuevo hogar de la Canadian Opera Company (COC) y del Ballet Nacional de Canadá, en sustitución del Sony Centre for the Performing Arts (Centro Colibrí). El centro se inauguró el 16 de junio de 2006 con una versión completa de El anillo del nibelungo de Wagner protagonizado por célebres cantantes canadienses como Adrianne Pieczonka entre otros.

## Características
El COC organizó un concurso para seleccionar un arquitecto para el nuevo teatro, siendo seleccionada la empresa dirigida por Jack Diamond y Donald Schmitt por su diseño modernista.
El auditorio sigue el modelo europeo del teatro de ópera, con cinco niveles en forma de herradura. El especialista en planificación y diseño Fisher Dachs  de forma que la visión desde todas las butacas fuese óptima. Bob Essert, especialista en acústica, la estudió con ayuda de programas informáticos. colaboró en su planteamiento con ayuda de programas informáticos,